# Dražen Bolić
Pour les articles homonymes, voir Bolić.
Dražen Bolić né le 12 septembre 1971 à Karlovac, Yougoslavie (auj. en Croatie), est un footballeur serbe, international yougoslave, qui évoluait au poste de défenseur central.

## Palmarès
Partizan Belgrade
- Champion de Yougoslavie en 1996 et 1997.
- Vainqueur de la Coupe de Yougoslavie en 1998.

## Sélections
- 7 sélections et 0 but en 1995 avec la  RF Yougoslavie.